# Ray (película)
Ray es una película biográfica de 2004 que cuenta la biografía de Ray Charles, músico ciego interpretado por Jamie Foxx. La película está dirigida por Taylor Hackford y consiguió el Óscar al mejor actor principal y al mejor sonido.

## Argumento
La película narra la historia de  Ray C (Jamie Foxx), un niño extremadamente guapo  desde los 7 años originario de Florida. Comienza con un fragmento de una de sus canciones más famosas “What I´d Say” y al mismo tiempo haciendo su primer viaje hacia Seattle mientras un conductor de autobús  se niega a dejarlo viajar debido a su ceguera. En este lugar conoce a uno de sus mejores amigos: el trompetista Quincy Jones (Larenz Tate). Pronto comienza a mostrar sus dotes de pianista siendo manejado por el guitarrista Gossie McKee (Terrence Howard) y la dueña del lugar Marlene (Dense Dowse), quienes rápidamente se reparten las ganancias de Ray hasta defenderlo frente a un promotor de Swing Time Records, Jack Lauerdale, quien le ofrece grabar un disco; esta última lleva al músico a vivir a su hogar pero se da cuenta de las farsas de ella y se marcha junto con Quincy. Pero sufre un golpe de suerte gracias a Oberon (Warwick Davis), presentador del bar, que guardó la tarjeta de Jack para que Ray pueda contactarlo.
Jack lo invita a un bar y le dice que debe acortar su nombre para reemplazarlo por uno más artístico dado que su apellido Robinson estaba “usado”: así, Ray Charles se convierte en su futuro nombre. Se muestran fragmentos de su niñez cuando empezaba sus inicios con el piano y la relación armoniosa que mantuvo con su hermano George, hasta que este último fallece, hecho del cual Ray llevaría consigo un cargo de culpa durante toda su vida. 
Por el año 1952, mientras Ray estaba en su habitación y de repente le llegó un mensaje de su novia, aparece en escena el presidente y dueño de la compañía Atlantic Records Ahmet Ertegun (Curtis Armstrong), diciéndole que su compañía adquirió su contrato con Swing Time y estaban disponibles para hacerle una prueba y lanzar al músico al estrellato. En un principio Ahmet le critica que sus canciones suenan como Nat King Cole o Charles Brown, de manera tal que con ese estilo no se lograría nada novedoso. Gracias a una canción de Ahmet llamada "Mess Around" Ray logra encontrar su primer éxito con un estilo de jazz más poderoso y todos en la sala aprueban su manera de tocar, incluyendo el compañero de Ahmet, Jerry Wexler (Richard Schiff), firmando así su contrato con Atlantic. En los años siguientes contrae matrimonio con una de las cantantes del grupo "Cecil Shaw Singers", Della Bea Robinson (Kerry Washington), con quien luego tiene un hijo. Pero pronto comienzan a surgir dos debilidades que van delante de toda estrella: las adicciones (principalmente la heroína) y las mujeres; tal es así que mantiene relaciones extramatrimoniales durante sus giras con Mary Ann Fisher (Aunjanue Ellis) en primer turno y luego con una de sus vocalistas, Margie Hendricks (Regina King), con quien tiene un hijo no reconocido.  
Pasan los años y Ray logra tener gran reconocimiento en todo Estados Unidos, llegando a estar en el puesto número 1 de la revista Billboard (1960) a pesar de ser criticado por gente religiosa, e incluso por su propia esposa, por cantar música góspel con letras populares. Tal es el punto de su fama que logra llamar la atención del dueño de una de las mayores compañías discográficas del país: ABC-Paramount. El mismo Sam Clark (Kurt Fuller) le ofrece un contrato que consiste en un anticipo de USD 50.000 al año por 3 años, que pueda producir sus propios discos (teniendo derecho a sus originales) y que el músico se pueda quedar con el 75% de las ganancias, algo que en esa época se consideraba inigualable y ni siquiera Frank Sinatra tenía un arreglo de esa magnitud: de esta manera deja Atlantic Records a pesar de la insistencia de Ahmet para que permanezca en su compañía. Esto trae mayor complejidad en las composiciones del músico, haciendo que sus discos se vendan por millones (y compone éxitos como “Georgia on My Mind”, “Hit The Road Jack”, “Bye Bye Love”, “Unchain My Heart”, etcétera); al pasar de una marca independiente a una marca mayor vende más discos y puede tocar hacia el público tanto negro como blanco. 
Pero sucede un caso especial cuando se dirige a un concierto en Georgia: había una protesta de manifestantes negros, ya que por la discriminación fuerte de la época se les negaba la entrada a los conciertos del músico en ese estado. Desde entonces, y gracias a escuchar los motivos de un protestante, Ray se niega a tocar en conciertos donde el público se encuentre segregado: de esta manera, se le niegan los conciertos en Georgia quedando vetado en uno de los estados más redituables de ABC-Paramount. Su éxito se sigue multiplicando en todas partes del mundo hasta el punto de hacer gira en ciudades como Madrid, Roma y Tokio, entre otras. Pero así también su éxito se ve opacado por su adicción a la heroína: Charles es detenido en Boston por el delito tráfico de drogas y es derivado a la Clínica Saint Francis para su rehabilitación, recibiendo la ayuda del Dr. Hacker (Patrick Bauchau).
Ray tiene una visión en la que aparece la presencia de su madre Aretha Robinson (Sharon Warren) y su hermano. Debe cumplir la promesa que su madre le hizo el día que lo mandó a una escuela para ciegos: que no se vuelva un inválido y plantar firme sus pies en la tierra. En el año 1979 recibe el perdón de los representantes del Estado de Georgia que se habían negado a recibir al artista por no querer dar conciertos ante públicos segregados y declara a la canción "Georgia on My Mind" el himno oficial de ese estado. Se le otorga un diploma y, mientras recuerda a su madre, se muestran imágenes que dan por cumplidos sus objetivos y que finalizan la película: no volviendo a tocar la heroína y donando gran parte de sus ganancias a las escuelas negras de sordos y mudos, convirtiéndose a través de su música en una de las celebridades más queridas y recordadas de todos los tiempos.

## Reparto
- Jamie Foxx como Ray Charles.
- Kerry Washington como Della Bea Robinson.
- Larenz Tate como Quincy Jones.
- Sharon Warren como Madre de Ray Charles, Aretha Robinson.
- Regina King como Margie Hendricks.
- Renee Wilson como Pat Lyle.
- Harry Lennix como Joe Adams.
- Clifton Powell como Jeff Brown.
- Curtis Armstrong como Ahmet Ertegun.
- Richard Schiff como Jerry Wexler.
- Kurt Fuller como Sam Clark.
- Richard A. Smith como Til.
- Patrick Bauchau como Dr. Hacker
- Terrence Dashon Howard como Gossie McKee.
- Chris Thomas King como Lowell Fulson.
- Wendell Pierce como Wilbur Brassfield.
- Carol Sutton como Eula.
- Bokeem Woodbine como David "Fathead" Newman.
- Aunjanue Ellis como Mary Ann Fisher.
- Denise Dowse como Marlene Andres.
- Warwick Davis como Oberon.
- David Krumholtz como Milt Shaw.
- Johnny O'Neal como Art Tatum.
- C. J. Sanders como Ray Robinson niño.

## Premios y nominaciones
| Premio        | Categoría                 | Candidato(s)                                             | Resultado |
| ------------- | ------------------------- | -------------------------------------------------------- | --------- |
| Premios Óscar | Mejor película            | Taylor Hackford, Stuart Benjamin y Howard Baldwin        | Nominada  |
| Premios Óscar | Mejor Director            | Taylor Hackford                                          | Nominado  |
| Premios Óscar | Mejor Actor               | Jamie Foxx                                               | Ganador   |
| Premios Óscar | Mejor Diseño de Vestuario | Sharen Davis                                             | Nominada  |
| Premios Óscar | Mejor Sonido              | Scott Millan, Greg Orloff, Bob Beemer y Steve Cantamessa | Ganadores |